# Sessorium
Het Sessorium  was een keizerlijk paleiscomplex gebouwd aan het begin van de derde eeuw in Rome. Gedurende een deel van de derde en vierde eeuw was het de plaats waar de keizers van Rome woonden.

## Het complex
De bouw van het complex is gestart onder keizer Septimius Severus en voltooid door Heliogabalus. De nieuwe keizerlijke residentie was gebouwd in een buitenwijk in het zuidoosten van Rome, een plaats waarvan de keizers vonden dat het beter geschikt was om te wonen dan de oude paleizen op de Palatijn. Het complex bestond naast een paleis uit tuinen, een amfitheater, een circus, thermen en een basilica voor het afhandelen van staatszaken.
Tussen 271 en 280 werd de Aureliaanse Muur gebouwd om Rome. Deze werd dwars over het terrein van het Sessorium gebouwd en  om bouwmateriaal te besparen werd de buitenmuur van het amfitheater gedeeltelijk opgenomen in de stadsmuur. Het circus werd door de muur doorsneden en werd afgebroken. 
In de vierde eeuw woonde Helena, de moeder van  keizer Constantijn de Grote hier. Zij was een zeer gelovige vrouw en had een grote hoeveelheid originele relieken, waaronder mogelijke fragmenten van het kruis van Christus, uit Israël meegenomen en in haar privékapel in het paleis geplaatst.

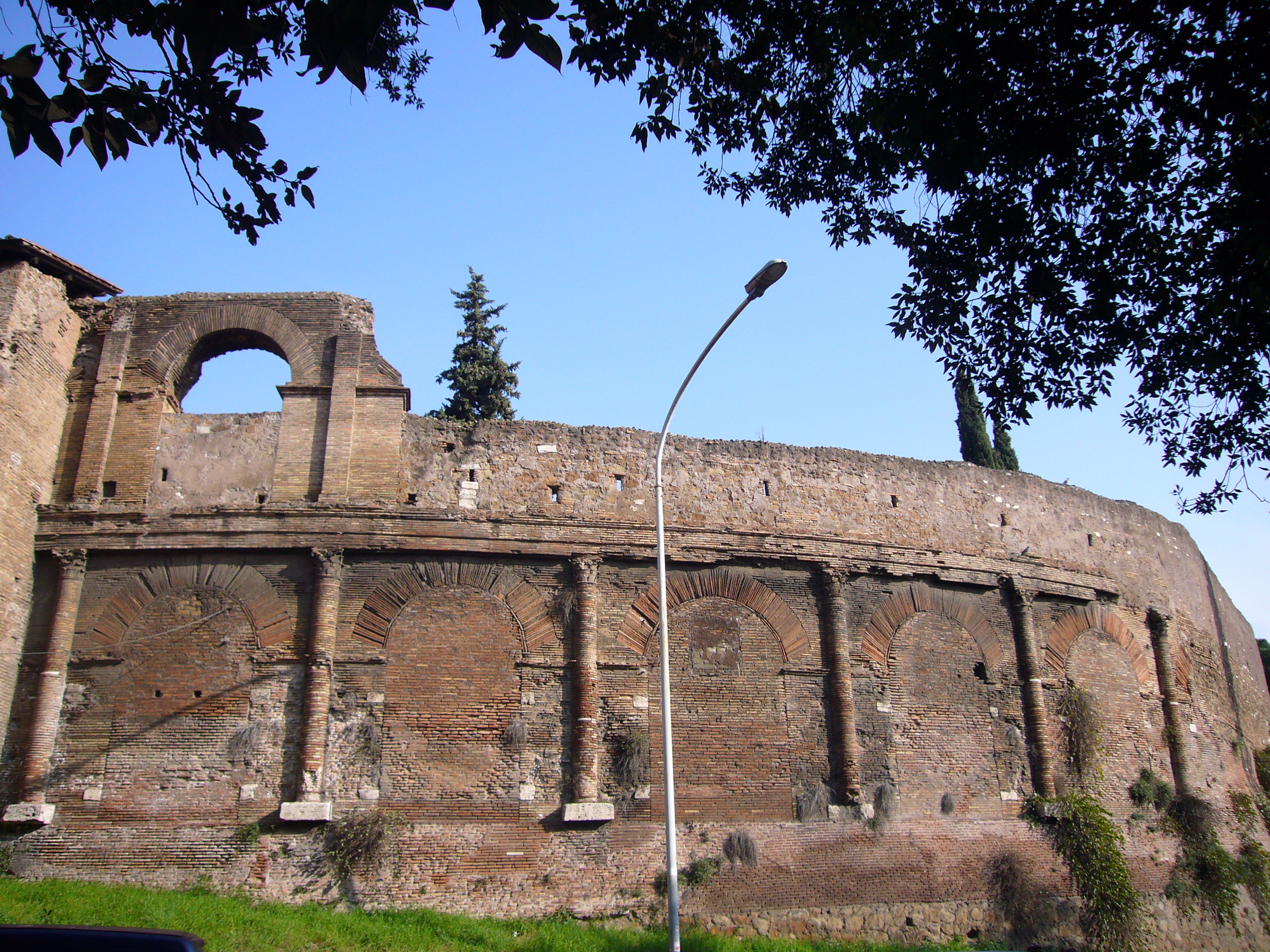
Het amfitheater van het Sessorium

## Restanten
Door de opname in de Aureliaanse muur is een deel van het Amphitheatrum Castrense bewaard gebleven. Van het Circus Varianus is alleen de obelisk bewaard gebleven, die ooit op de spina stond. Deze staat nu in het openbare park op de Pincio heuvel.
Een van de grote zalen van het keizerlijk paleis werd door Constantijn omgebouwd tot de kerk Santa Croce in Gerusalemme, dit is nu een van de zeven hoofdkerken van Rome. Deze rechthoekige hal was oorspronkelijk 34 meter lang, 21 breed en 20 meter hoog. Aan beide zijden waren vijf open arcaden met daarboven ramen. Constantijn liet deze arcaden dichtmetselen en bouwde de oostelijke apsis. Een tweede grote zaal van het paleis stond tot de 16e eeuw nog overeind. Tegenwoordig resten hiervan nog alleen nog twee muren en de apsis. 
Een paar restanten van de Thermen van Helena, door Helana na een brand herbouwd, staan nog in de tuin ten noorden van de basiliek.

## Referentie
- S. Platner, a topographical history of ancient Rome, London 1929. Art. Sessorium